# Norwegia na Zimowych Igrzyskach Olimpijskich 2014
Norweska reprezentacja na Zimowych Igrzyskach Olimpijskich 2014 w Soczi liczyła 134 sportowców. Reprezentacja Norwegii miała swoich przedstawicieli w 12 z 15 rozgrywanych dyscyplin.

## Medale
| Medale według dni | Medale według dni | Medale według dni | Medale według dni | Medale według dni | Medale według dni | Medale według dni |
| ----------------- | ----------------- | ----------------- | ----------------- | ----------------- | ----------------- | ----------------- |
| Dzień             | Data              | złoto             | srebro            | brąz              | Razem             |                   |
| Dzień 1           | 08.02             | 2                 | 1                 | 1                 | 4                 |                   |
| Dzień 2           | 09.02             | -                 | -                 | 3                 | 3                 |                   |
| Dzień 3           | 10.02             | -                 | -                 | -                 | 0                 |                   |
| Dzień 4           | 11.02             | 2                 | 2                 | -                 | 4                 |                   |
| Dzień 5           | 12.02             | -                 | -                 | 1                 | 1                 |                   |
| Dzień 6           | 13.02             | -                 | -                 | 1                 | 1                 |                   |
| Dzień 7           | 14.02             | -                 | -                 | -                 | 0                 |                   |
| Dzień 8           | 15.02             | -                 | -                 | -                 | 0                 |                   |
| Dzień 9           | 16.02             | 1                 | -                 | -                 | 1                 |                   |
| Dzień 10          | 17.02             | -                 | -                 | 1                 | 1                 |                   |
| Dzień 11          | 18.02             | 2                 | 1                 | -                 | 3                 |                   |
| Dzień 12          | 19.02             | 2                 | -                 | -                 | 2                 |                   |
| Dzień 13          | 20.02             | 1                 | -                 | -                 | 1                 |                   |
| Dzień 14          | 21.02             | -                 | -                 | 1                 | 1                 |                   |
| Dzień 15          | 22.02             | 1                 | 1                 | 2                 | 4                 |                   |
| Dzień 16          | 23.02             | -                 | -                 | -                 | 0                 |                   |

| Medal  | Zawodnik                                                           | Dyscyplina            | Konkurencja                        | Data      |
| ------ | ------------------------------------------------------------------ | --------------------- | ---------------------------------- | --------- |
| Złoto  | Marit Bjørgen                                                      | biegi narciarskie     | bieg łączony                       | 8 lutego  |
| Złoto  | Ole Einar Bjørndalen                                               | biathlon              | sprint                             | 8 lutego  |
| Złoto  | Maiken Caspersen Falla                                             | biegi narciarskie     | sprint stylem dowolnym             | 11 lutego |
| Złoto  | Ola Vigen Hattestad                                                | biegi narciarskie     | sprint stylem dowolnym             | 11 lutego |
| Złoto  | Kjetil Jansrud                                                     | Narciarstwo alpejskie | supergigant                        | 16 lutego |
| Złoto  | Emil Hegle Svendsen                                                | biathlon              | Start masowy                       | 18 lutego |
| Złoto  | Jørgen Gråbak                                                      | Kombinacja norweska   | Gundersen HS 106                   | 18 lutego |
| Złoto  | Ingvild Flugstad ØstbergMarit Bjørgen                              | biegi narciarskie     | sprint drużynowy stylem klasycznym | 19 lutego |
| Złoto  | Tora Berger Tiril Eckhoff Ole Einar Bjørndalen Emil Hegle Svendsen | biathlon              | Sztafeta mieszana                  | 19 lutego |
| Złoto  | Jørgen Gråbak Håvard Klemetsen Magnus Krog Magnus Moan             | Kombinacja norweska   | HS 140/4x5 km                      | 20 lutego |
| Złoto  | Marit Bjørgen                                                      | biegi narciarskie     | 30 km stylem dowolnym              | 22 lutego |
| Srebro | Ståle Sandbech                                                     | snowboarding          | slopestyle                         | 8 lutego  |
| Srebro | Ingvild Flugstad Østberg                                           | biegi narciarskie     | sprint stylem dowolnym             | 11 lutego |
| Srebro | Tora Berger                                                        | biathlon              | bieg pościgowy                     | 11 lutego |
| Srebro | Magnus Moan                                                        | Kombinacja norweska   | Gundersen HS 140                   | 18 lutego |
| Srebro | Therese Johaug                                                     | biegi narciarskie     | 30 km stylem dowolnym              | 22 lutego |
| Brąz   | Heidi Weng                                                         | biegi narciarskie     | bieg łączony                       | 8 lutego  |
| Brąz   | Kjetil Jansrud                                                     | Narciarstwo alpejskie | zjazd                              | 9 lutego  |
| Brąz   | Martin Johnsrud Sundby                                             | biegi narciarskie     | bieg łączony                       | 9 lutego  |
| Brąz   | Anders Bardal                                                      | skoki narciarskie     | skocznia normalna                  | 9 lutego  |
| Brąz   | Magnus Krog                                                        | Kombinacja norweska   | Gundersen HS 106                   | 12 lutego |
| Brąz   | Therese Johaug                                                     | biegi narciarskie     | 10 km stylem klasycznym            | 13 lutego |
| Brąz   | Tiril Eckhoff                                                      | biathlon              | Start masowy                       | 17 lutego |
| Brąz   | Fanny Horn Tiril Eckhoff Ann Kristin Flatland Tora Berger          | biathlon              | Sztafeta                           | 21 lutego |
| Brąz   | Kristin Størmer Steira                                             | biegi narciarskie     | 30 km stylem dowolnym              | 22 lutego |
| Brąz   | Henrik Kristoffersen                                               | Narciarstwo alpejskie | slalom                             | 22 lutego |

## Skład reprezentacji

### Biathlon

#### Mężczyźni
- Ole Einar Bjørndalen
- Johannes Thingnes Bø
- Tarjei Bø
- Emil Hegle Svendsen

| Konkurencja       | Zawodnik             | Czas      | Strzelanie | Miejsce |
| ----------------- | -------------------- | --------- | ---------- | ------- |
| Sprint            | Ole Einar Bjørndalen | 18:42,00  | 0+1        | 1.      |
| Sprint            | Johannes Thingnes Bø | 18:47,00  | 2+2        | 55.     |
| Sprint            | Tarjei Bø            | 18:56,00  | 0+3        | 39.     |
| Sprint            | Emil Hegle Svendsen  | 18:44,30  | 0+1        | 9.      |
| Bieg pościgowy    | Ole Einar Bjørndalen | 34:14.5   | 0+1+1+1    | 4.      |
| Bieg pościgowy    | Johannes Thingnes Bø | 36:12.4   | 1+0+0+0    | 32.     |
| Bieg pościgowy    | Tarjei Bø            | 35:50.5   | 0+1+0+1    | 27.     |
| Bieg pościgowy    | Emil Hegle Svendsen  | 34:28.8   | 0+1+0+0    | 7.      |
| Bieg indywidualny | Ole Einar Bjørndalen | 53:21.9   | 1+1+1+1    | 34.     |
| Bieg indywidualny | Johannes Thingnes Bø | 51:16.5   | 0+1+0+0    | 11.     |
| Bieg indywidualny | Tarjei Bø            | 52:41.5   | 0+2+0+0    | 26.     |
| Bieg indywidualny | Emil Hegle Svendsen  | 50:30.3   | 0+0+1+0    | 7.      |
| Bieg masowy       | Ole Einar Bjørndalen | 45:08.3   | 2+0+0+4    | 22.     |
| Bieg masowy       | Johannes Thingnes Bø | 43:34.2   | 1+0+0+0    | 8.      |
| Bieg masowy       | Tarjei Bø            | -         | -          | -       |
| Bieg masowy       | Emil Hegle Svendsen  | 42:29.1   | 0+0+0+0    | 1.      |
| Sztafeta          | Ole Einar Bjørndalen | 1:13:10.3 | 1+5        | 4.      |
| Sztafeta          | Johannes Thingnes Bø | 1:13:10.3 | 1+5        | 4.      |
| Sztafeta          | Tarjei Bø            | 1:13:10.3 | 1+5        | 4.      |
| Sztafeta          | Emil Hegle Svendsen  | 1:13:10.3 | 1+5        | 4.      |

#### Kobiety
- Tora Berger
- Tiril Eckhoff
- Ann Kristin Flatland
- Synnøve Solemdal

| Konkurencja       | Zawodniczka             | Czas      | Miejsce |
| ----------------- | ----------------------- | --------- | ------- |
| Sprint            | Tora Berger             | 21:40.6   | 10.     |
| Sprint            | Tiril Eckhoff           | 21:51.4   | 18.     |
| Sprint            | Ann Kristin Flatland    | 22:10.6   | 24.     |
| Sprint            | Synnøve Solemdal        | 22:32.1   | 35.     |
| Bieg pościgowy    | Tora Berger             | 30:08.3   | 2.      |
| Bieg pościgowy    | Tiril Eckhoff           | 32:12.3   | 24.     |
| Bieg pościgowy    | Ann Kristin Flatland    | 30:40.2   | 9.      |
| Bieg pościgowy    | Synnøve Solemdal        | 33:04.3   | 36.     |
| Bieg indywidualny | Tora Berger             | 47:12.6   | 16.     |
| Bieg indywidualny | Tiril Eckhoff           | 47:20.4   | 18.     |
| Bieg indywidualny | Ann Kristin Flatland    | 51:00.0   | 56.     |
| Bieg indywidualny | Synnøve Solemdal        | -         | -       |
| Bieg masowy       | Tora Berger             | 37:07.8   | 15.     |
| Bieg masowy       | Tiril Eckhoff           | 35:52.9   | 3.      |
| Bieg masowy       | Ann Kristin Flatland    | 38:15.6   | 25.     |
| Bieg masowy       | Synnøve Solemdal        | -         | -       |
| Sztafeta          | Tora Berger             | 1:10:40.1 | 3.      |
| Sztafeta          | Tiril Eckhoff           | 1:10:40.1 | 3.      |
| Sztafeta          | Ann Kristin Flatland    | 1:10:40.1 | 3.      |
| Sztafeta          | Fanny Welle-Strand Horn | 1:10:40.1 | 3.      |

| Konkurencja       | Zawodnik             | Czas      | Strzelanie | Miejsce |
| ----------------- | -------------------- | --------- | ---------- | ------- |
| Sztafeta mieszana | Tora Berger          | 1:09:17.0 | 0+2        | 1.      |
| Sztafeta mieszana | Ole Einar Bjørndalen | 1:09:17.0 | 0+2        | 1.      |
| Sztafeta mieszana | Tiril Eckhoff        | 1:09:17.0 | 0+2        | 1.      |
| Sztafeta mieszana | Emil Hegle Svendsen  | 1:09:17.0 | 0+2        | 1.      |

### Biegi narciarskie

#### Mężczyźni
- Eirik Brandsdal
- Tord Asle Gjerdalen
- Anders Gløersen
- Pål Golberg
- Ola Vigen Hattestad
- Chris Jespersen
- Finn Hågen Krogh
- Petter Northug
- Eldar Rønning
- Sjur Røthe
- Martin Johnsrud Sundby
- Didrik Tønseth

| Bieg łączony                        | Tord Asle Gjerdalen    | —       | —   | —       | —  | —        | —  | 1:10:06,7 | 21. |   |   |   |   |
| Bieg łączony                        | Petter Northug         | —       | —   | —       | —  | —        | —  | 1:09:39,6 | 17. |   |   |   |   |
| Bieg łączony                        | Sjur Røthe             | —       | —   | —       | —  | —        | —  | 1:10:02,5 | 20. |   |   |   |   |
| Bieg łączony                        | Martin Johnsrud Sundby | —       | —   | —       | —  | —        | —  | 1:08:16,8 |     |   |   |   |   |
| Sprint stylem dowolnym              | Ola Vigen Hattestad    | 3:28,35 | 1.  | 3:37,99 | 1. | 3:36,33  | 1. | 3:38,39   |     |   |   |   |   |
| Sprint stylem dowolnym              | Anders Gløersen        | 3:30,41 | 4.  | 3:36,28 | 1. | 3:36,95  | 3. | 4:02,05   | 4.  |   |   |   |   |
| Sprint stylem dowolnym              | Eirik Brandsdal        | 3:32,53 | 7.  | 3:36,59 | 2. | 3:37,09  | 5. | —         | —   | — | — | — | — |
| Sprint stylem dowolnym              | Petter Northug         | 3:35,44 | 16. | 3:36,70 | 4. | 3:54,28  | 5. | —         | —   | — | — | — | — |
| Bieg indywidualny stylem klasycznym | Chris Jespersen        | —       | —   | —       | —  | —        | —  | 39:30,6   | 6.  |   |   |   |   |
| Bieg indywidualny stylem klasycznym | Eldar Rønning          | —       | —   | —       | —  | —        | —  | 40:02,8   | 12. |   |   |   |   |
| Bieg indywidualny stylem klasycznym | Martin Johnsrud Sundby | —       | —   | —       | —  | —        | —  | 40:07,4   | 13. |   |   |   |   |
| Bieg indywidualny stylem klasycznym | Pål Golberg            | —       | —   | —       | —  | —        | —  | 40:14,5   | 18. |   |   |   |   |
| Bieg masowy stylem dowolnym         | Martin Johnsrud Sundby | —       | —   | —       | —  | —        | —  | 1:46:56,2 | 4.  |   |   |   |   |
| Bieg masowy stylem dowolnym         | Petter Northug         | —       | —   | —       | —  | —        | —  | 1:47:39,7 | 18. |   |   |   |   |
| Bieg masowy stylem dowolnym         | Tord Asle Gjerdalen    | —       | —   | —       | —  | —        | —  | 1:47:43,5 | 21. |   |   |   |   |
| Bieg masowy stylem dowolnym         | Chris Jespersen        | —       | —   | —       | —  | —        | —  | 1:49:21,3 | 32. |   |   |   |   |
| Sprint drużynowy stylem klasycznym  | Ola Vigen Hattestad    | —       | —   | —       | —  | 23:43,63 | 4. | 23:33,55  | 4.  |   |   |   |   |
| Sprint drużynowy stylem klasycznym  | Petter Northug         | —       | —   | —       | —  | 23:43,63 | 4. | 23:33,55  | 4.  |   |   |   |   |
| Sztafeta                            | Eldar Rønning          | —       | —   | —       | —  | —        | —  | 1:29:51,7 | 4.  |   |   |   |   |
| Sztafeta                            | Chris Jespersen        | —       | —   | —       | —  | —        | —  | 1:29:51,7 | 4.  |   |   |   |   |
| Sztafeta                            | Martin Johnsrud Sundby | —       | —   | —       | —  | —        | —  | 1:29:51,7 | 4.  |   |   |   |   |
| Sztafeta                            | Petter Northug         | —       | —   | —       | —  | —        | —  | 1:29:51,7 | 4.  |   |   |   |   |

#### Kobiety
- Marit Bjørgen
- Celine Brun-Lie
- Maiken Caspersen Falla
- Astrid Jacobsen
- Therese Johaug
- Ingvild Flugstad Østberg
- Kristin Størmer Steira
- Heidi Weng

| Bieg łączony                        | Marit Bjørgen            | —       | —  | —       | —  | —        | —  | 38:33,6   | 1.  |   |   |   |   |
| Bieg łączony                        | Therese Johaug           | —       | —  | —       | —  | —        | —  | 38:48,2   | 4.  |   |   |   |   |
| Bieg łączony                        | Kristin Størmer Steira   | —       | —  | —       | —  | —        | —  | 40:35,5   | 23. |   |   |   |   |
| Bieg łączony                        | Heidi Weng               | —       | —  | —       | —  | —        | —  | 38:46,8   | 3.  |   |   |   |   |
| Sprint stylem dowolnym              | Maiken Caspersen Falla   | 2:32,07 | 1. | 2:33,23 | 1. | 2:35,80  | 1. | 2:35,49   |     |   |   |   |   |
| Sprint stylem dowolnym              | Marit Bjørgen            | 2:33,17 | 3. | 2:35,42 | 2. | 2:52,27  | 6. | —         | —   | — | — | — | — |
| Sprint stylem dowolnym              | Ingvild Flugstad Østberg | 2:34,16 | 6. | 2:36,62 | 1. | 2:36,66  | 1. | 2:35,87   |     |   |   |   |   |
| Sprint stylem dowolnym              | Astrid Jacobsen          | 2:34,18 | 7. | 2:37,01 | 1. | 2:36,32  | 4. | 2:37,31   | 4.  |   |   |   |   |
| Bieg indywidualny stylem klasycznym | Therese Johaug           | —       | —  | —       | —  | —        | —  | 28:46,1   |     |   |   |   |   |
| Bieg indywidualny stylem klasycznym | Marit Bjørgen            | —       | —  | —       | —  | —        | —  | 28:51,2   | 5.  |   |   |   |   |
| Bieg indywidualny stylem klasycznym | Heidi Weng               | —       | —  | —       | —  | —        | —  | 29:28,2   | 9.  |   |   |   |   |
| Bieg indywidualny stylem klasycznym | Astrid Jacobsen          | —       | —  | —       | —  | —        | —  | 30:01,6   | 19. |   |   |   |   |
| Bieg masowy stylem dowolnym         | Marit Bjørgen            | —       | —  | —       | —  | —        | —  | 1:11:05,2 |     |   |   |   |   |
| Bieg masowy stylem dowolnym         | Therese Johaug           | —       | —  | —       | —  | —        | —  | 1:11:07,8 |     |   |   |   |   |
| Bieg masowy stylem dowolnym         | Kristin Størmer Steira   | —       | —  | —       | —  | —        | —  | 1:11:28,8 |     |   |   |   |   |
| Bieg masowy stylem dowolnym         | Heidi Weng               | —       | —  | —       | —  | —        | —  | 1:13:46,1 | 19. |   |   |   |   |
| Sprint drużynowy stylem klasycznym  | Ingvild Flugstad Østberg | —       | —  | —       | —  | 16:43,45 | 1. | 16:04,05  |     |   |   |   |   |
| Sprint drużynowy stylem klasycznym  | Marit Bjørgen            | —       | —  | —       | —  | 16:43,45 | 1. | 16:04,05  |     |   |   |   |   |
| Sztafeta                            | Heidi Weng               | —       | —  | —       | —  | —        | —  | 53:56,3   | 5.  |   |   |   |   |
| Sztafeta                            | Therese Johaug           | —       | —  | —       | —  | —        | —  | 53:56,3   | 5.  |   |   |   |   |
| Sztafeta                            | Astrid Jacobsen          | —       | —  | —       | —  | —        | —  | 53:56,3   | 5.  |   |   |   |   |
| Sztafeta                            | Marit Bjørgen            | —       | —  | —       | —  | —        | —  | 53:56,3   | 5.  |   |   |   |   |

### Curling
Drużyna mężczyzn
- Thomas Ulsrud
- Torger Nergård
- Christoffer Svae
- Håvard Vad Petersson
- Markus Høiberg

| 2                 | 3     | 4      | 6       | 7      | 8   | 10              | 11         | 12    | TB              |   |   |    |
| Stany Zjednoczone | Rosja | Niemcy | Szwecja | Kanada |     | Wielka Brytania | Szwajcaria | Dania | Wielka Brytania |   |   |    |
| 7:4               | 9:8   | 8:5    | 4:5     | 4:10   | 5:7 | 7:6             | 5:3        | 3:5   | 5:6             | 5 | 5 | 5. |

### Hokej na lodzie
Drużyna mężczyzn
- Lars Haugen
- Lars Volden
- Steffen Søberg
- Alexander Bonsaksen
- Jonas Holøs
- Henrik Solberg
- Daniel Sørvik
- Ole-Kristian Tollefsen
- Mats Trygg
- Henrik Ødegaard
- Morten Ask
- Anders Bastiansen
- Robin Dahlstrøm
- Kristian Forsberg
- Mads Hansen
- Marius Holtet
- Sondre Olden
- Ken André Olimb
- Mathis Olimb
- Mats Rosseli Olsen
- Niklas Roest
- Martin Røymark
- Per-Åge Skrøder
- Patrick Thoresen
- Mats Zuccarello-Aasen

| Norwegia | Grupa B | Grupa B   | Grupa B | Runda kwalifikacyjna | Miejsce |
| -------- | ------- | --------- | ------- | -------------------- | ------- |
| Norwegia | Kanada  | Finlandia | Austria | Rosja                | Miejsce |
| Norwegia | 1:3     | 1:6       | 1:3     | 0:4                  | 12.     |

### Łyżwiarstwo figurowe
- Anne Line Gjersem

| Konkurencja | Zawodniczka       | Program krótki | Program krótki | Program dowolny | Program dowolny | Suma   | Suma    |
| Konkurencja | Zawodniczka       | Punkty         | Miejsce        | Punkty          | Miejsce         | Punkty | Miejsce |
| ----------- | ----------------- | -------------- | -------------- | --------------- | --------------- | ------ | ------- |
| Solistki    | Anne Line Gjersem | 48.56          | 24. Q          | 85.98           | 22.             | 134.54 | 23.     |

### Łyżwiarstwo szybkie

#### Mężczyźni
- Håvard Bøkko
- Espen Aarnes Hvammen
- Håvard Holmefjord Lorentzen
- Sverre Lunde Pedersen
- Simen Spieler Nilsen

| Konkurencja | Zawodnik                    | Wyścig 1. | Wyścig 1. | Wyścig 2. | Wyścig 2. | Finał   | Finał   |
| Konkurencja | Zawodnik                    | Czas      | Miejsce   | Czas      | Miejsce   | Czas    | Miejsce |
| ----------- | --------------------------- | --------- | --------- | --------- | --------- | ------- | ------- |
| 500 metrów  | Håvard Holmefjord Lorentzen | 35.78     | 37.       | 35.52     | 32.       | 71.30   | 32.     |
| 500 metrów  | Espen Aarnes Hvammen        | 35.20     | 16.       | 35.21     | 12.       | 70.42   | 12.     |
| 1000 metrów | Håvard Bøkko                | -         | -         | -         | -         | 1:09.98 | 19.     |
| 1000 metrów | Espen Aarnes Hvammen        | -         | -         | -         | -         | 1:11.01 | 31.     |
| 1000 metrów | Håvard Holmefjord Lorentzen | -         | -         | -         | -         | 1:09.33 | 11.     |
| 1500 metrów | Håvard Bøkko                | -         | -         | -         | -         | 1:45.48 | 6.      |
| 1500 metrów | Håvard Holmefjord Lorentzen | -         | -         | -         | -         | 1:47.27 | 16.     |
| 1500 metrów | Sverre Lunde Pedersen       | -         | -         | -         | -         | 1:45.66 | 8.      |
| 1500 metrów | Simen Spieler Nilsen        | -         | -         | -         | -         | 1:49.88 | 36.     |
| 5000 metrów | Håvard Bøkko                | -         | -         | -         | -         | 6:22.83 | 9.      |
| 5000 metrów | Sverre Lunde Pedersen       | -         | -         | -         | -         | 6:18.84 | 5.      |
| 5000 metrów | Simen Spieler Nilsen        | -         | -         | -         | -         | 6:42.47 | 25.     |

| Konkurencja    | Zawodnicy                                                      | Ćwierćfinał | Ćwierćfinał | Półfinał   | Półfinał | Finały     | Finały  | Miejsce końcowe |
| Konkurencja    | Zawodnicy                                                      | Przeciwnik  | Czas        | Przeciwnik | Czas     | Przeciwnik | Czas    | Miejsce końcowe |
| -------------- | -------------------------------------------------------------- | ----------- | ----------- | ---------- | -------- | ---------- | ------- | --------------- |
| Bieg drużynowy | Håvard Bøkko Håvard Holmefjord Lorentzen Sverre Lunde Pedersen | Polska      | 3:43.19     | -          | -        | Rosja      | 3:44.91 | 5.              |

#### Kobiety
- Hege Bøkko
- Camilla Farestveit
- Mari Hemmer
- Ida Njåtun

| Konkurencja | Zawodniczka | Finał   | Finał   |
| Konkurencja | Zawodniczka | Czas    | Miejsce |
| ----------- | ----------- | ------- | ------- |
| 1000 metrów | Ida Njåtun  | 1:17.15 | 17.     |
| 1500 metrów | Hege Bøkko  | 2:02.53 | 33.     |
| 1500 metrów | Ida Njåtun  | 1:58.21 | 12.     |
| 3000 metrów | Mari Hemmer | 4:12.21 | 14.     |
| 3000 metrów | Ida Njåtun  | 4:06.73 | 6.      |
| 5000 metrów | Mari Hemmer | 7:04.45 | 7.      |

| Konkurencja    | Zawodniczki                                          | Ćwierćfinał | Ćwierćfinał | Półfinał   | Półfinał | Finały           | Finały  | Miejsce końcowe |
| Konkurencja    | Zawodniczki                                          | Przeciwnik  | Czas        | Przeciwnik | Czas     | Przeciwnik       | Czas    | Miejsce końcowe |
| -------------- | ---------------------------------------------------- | ----------- | ----------- | ---------- | -------- | ---------------- | ------- | --------------- |
| Bieg drużynowy | Hege Bøkko Camilla Farestveit Mari Hemmer Ida Njåtun | Polska      | 3:05.13     | -          | -        | Korea Południowa | 3:08.35 | 7.              |

### Kombinacja norweska
- Jørgen Gråbak
- Håvard Klemetsen
- Mikko Kokslien
- Magnus Krog
- Magnus Moan

| Konkurencja                     | Zawodnik         | Skok   | Skok    | Bieg    | Bieg    | Miejsce |
| Konkurencja                     | Zawodnik         | Punkty | Miejsce | Czas    | Miejsce | Miejsce |
| ------------------------------- | ---------------- | ------ | ------- | ------- | ------- | ------- |
| Skocznia normalna/bieg na 10 km | Magnus Krog      | 115.8  | 20.     | 22:55.3 | 2.      | 3.      |
| Skocznia normalna/bieg na 10 km | Magnus Moan      | 119.4  | 15.     | 23:14.9 | 4.      | 5.      |
| Skocznia normalna/bieg na 10 km | Håvard Klemetsen | 122.7  | 9.      | 23:53.4 | 14.     | 10.     |
| Skocznia normalna/bieg na 10 km | Mikko Kokslien   | 107.3  | =35.    | 23:19.5 | 5.      | 13.     |
| Skocznia duża/bieg na 10 km     | Håvard Klemetsen | 127.0  | 2.      | 23:44.0 | 26.     | 9.      |
| Skocznia duża/bieg na 10 km     | Jørgen Gråbak    | 118.4  | 6.      | 22:45.5 | 12.     | 1.      |
| Skocznia duża/bieg na 10 km     | Magnus Moan      | 117.8  | 7.      | 22:43.1 | 10.     | 2.      |
| Skocznia duża/bieg na 10 km     | Magnus Krog      | 106.1  | 18.     | 22:32.2 | 7.      | 12.     |
| Drużynowo                       | Magnus Moan      | 114.8  | 3.      | 46:48.5 | 1.      | 1.      |
| Drużynowo                       | Magnus Krog      | 107.4  | 3.      | 46:48.5 | 1.      | 1.      |
| Drużynowo                       | Jørgen Gråbak    | 110.4  | 3.      | 46:48.5 | 1.      | 1.      |
| Drużynowo                       | Håvard Klemetsen | 130.2  | 3.      | 46:48.5 | 1.      | 1.      |

### Narciarstwo alpejskie

#### Mężczyźni
- Leif Kristian Haugen
- Kjetil Jansrud
- Aleksander Aamodt Kilde
- Henrik Kristoffersen
- Sebastian Solevåg
- Aksel Lund Svindal

| Konkurencja     | Zawodnik                | Zjazd (1.) | Zjazd (1.) | Zjazd 2. | Zjazd 2. | Suma    | Miejsce |
| Konkurencja     | Zawodnik                | Czas       | Miejsce    | Czas     | Miejsce  | Suma    | Miejsce |
| --------------- | ----------------------- | ---------- | ---------- | -------- | -------- | ------- | ------- |
| Zjazd           | Kjetil Jansrud          | 2:06.33    | 3.         |          |          |         |         |
| Zjazd           | Aleksander Aamodt Kilde | DNF        | DNF        |          |          |         |         |
| Zjazd           | Aksel Lund Svindal      | 2:06.52    | 4.         |          |          |         |         |
| Slalom          | Leif Kristian Haugen    | 48.83      | 23.        | 55.38    | 9.       | 1:44.21 | 12.     |
| Slalom          | Henrik Kristoffersen    | 48.49      | 15.        | 54.18    | 3.       | 1:42.67 | 3.      |
| Slalom          | Sebastian Solevåg       | 49.08      | 25.        | 55.03    | 5.       | 1:44.11 | =9.     |
| Slalom gigant   | Leif Kristian Haugen    | 1:23.58    | =23.       | 1:23.57  | 3.       | 2:47.15 | 16.     |
| Slalom gigant   | Kjetil Jansrud          | 1:22.91    | 16.        | DNF      | DNF      | DNF     | DNF     |
| Slalom gigant   | Henrik Kristoffersen    | 1:22.71    | 14.        | 1:24.08  | =11.     | 2:46.79 | 10.     |
| Supergigant     | Kjetil Jansrud          | 1:18.14    | 1.         |          |          |         |         |
| Supergigant     | Aleksander Aamodt Kilde | 1:19.44    | 13.        |          |          |         |         |
| Supergigant     | Aksel Lund Svindal      | 1:18.76    | 7.         |          |          |         |         |
| Superkombinacja | Aleksander Aamodt Kilde | 1:53.85    | 4.         | DNF      | DNF      | DNF     | DNF     |
| Superkombinacja | Aksel Lund Svindal      | 1:53.94    | 6.         | 52.94    | 12.      | 2:46.88 | =8.     |
| Superkombinacja | Kjetil Jansrud          | 1:53.24    | 1.         | 53.02    | 13.      | 2:46.26 | 4.      |

#### Kobiety
- Mona Løseth
- Nina Løseth
- Ragnhild Mowinckel
- Lotte Smiseth Sejersted

| Konkurencja     | Zawodniczka             | Zjazd (1.) | Zjazd (1.) | Zjazd 2. | Zjazd 2. | Suma    | Miejsce |
| Konkurencja     | Zawodniczka             | Czas       | Miejsce    | Czas     | Miejsce  | Suma    | Miejsce |
| --------------- | ----------------------- | ---------- | ---------- | -------- | -------- | ------- | ------- |
| Zjazd           | Ragnhild Mowinckel      | 1:44.43    | 27.        |          |          |         |         |
| Zjazd           | Lotte Smiseth Sejersted | 1:42.01    | 6.         |          |          |         |         |
| Slalom          | Mona Løseth             | 56.82      | 21.        | 52.62    | =9.      | 1:49.44 | 16.     |
| Slalom          | Nina Løseth             | DNF        | DNF        | DNF      | DNF      | DNF     | DNF     |
| Slalom gigant   | Mona Løseth             | 1:21.50    | =23.       | 1:20.62  | 28.      | 2:42.12 | 27.     |
| Slalom gigant   | Nina Løseth             | 1:20.78    | 18.        | 1:19.18  | 13.      | 2:39.96 | 17.     |
| Slalom gigant   | Ragnhild Mowinckel      | 1:21.50    | =23.       | DNF      | DNF      | DNF     | DNF     |
| Slalom gigant   | Lotte Smiseth Sejersted | 1:22.49    | 30.        | 1:18.96  | 10.      | 2:41.45 | 23.     |
| Supergigant     | Ragnhild Mowinckel      | 1:28.53    | 19.        |          |          |         |         |
| Supergigant     | Lotte Smiseth Sejersted | 1:27.80    | 14.        |          |          |         |         |
| Superkombinacja | Ragnhild Mowinckel      | 1:44.28    | 12.        | 51.87    | 8.       | 2:36.15 | 6.      |
| Superkombinacja | Lotte Smiseth Sejersted | 1:43.85    | 6.         | DNF      | DNF      | DNF     | DNF     |

### Narciarstwo dowolne

#### Mężczyźni
- Aleksander Aurdal
- Didrik Bastian Juel
- Thomas Borge Lie
- Øystein Bråten
- Andreas Håtveit
- Per-Kristian Hunder
- Jon Anders Lindstad
- Christian Mithassel

| Konkurencja | Zawodnik            | Kwalifikacje | Kwalifikacje | Finały       | Finały  |
| Konkurencja | Zawodnik            | Wynik        | Miejsce      | Wynik        | Miejsce |
| ----------- | ------------------- | ------------ | ------------ | ------------ | ------- |
| Slopestyle  | Aleksander Aurdal   | 67.00, 83.80 | 9. Q         | 70.00, 81.80 | 7.      |
| Slopestyle  | Øystein Bråten      | 79.20, 84.20 | 8. Q         | 66.40, 65.80 | 10.     |
| Slopestyle  | Andreas Håtveit     | 88.00, 87.40 | 2. Q         | 89.60, 91.80 | 4.      |
| Slopestyle  | Per-Kristian Hunder | 15.60, 75.40 | 17.          | -            | -       |
| Halfpipe    | Jon Anders Lindstad | 30.80, 69.00 | 13.          | -            | -       |
| Skicross    | Didrik Bastian Juel | 1:18,03      | 18.Q         | —            | 15.     |
| Skicross    | Thomas Borge Lie    | 1:18,69      | 25.Q         | —            | 30.     |
| Skicross    | Christian Mithassel | 1:18,40      | 23.Q         | —            | 29.     |

#### Kobiety
- Marte Høie Gjefsen
- Tiril Sjåstad Christiansen
- Hedvig Wessel

| Konkurencja | Zawodniczka                | Kwalifikacje | Kwalifikacje | Finały | Finały  |
| Konkurencja | Zawodniczka                | Wynik        | Miejsce      | Wynik  | Miejsce |
| ----------- | -------------------------- | ------------ | ------------ | ------ | ------- |
| Slopestyle  | Tiril Sjåstad Christiansen | -            | -            | -      | -       |
| Skicross    | Marte Høie Gjefsen         | 1:22,33      | 5.Q          | —      | 17.     |

| Konkurencja      | Zawodniczka   | Kwalifikacje | Kwalifikacje | Kwalifikacje | Kwalifikacje | Finały     | Finały     | Finały     | Finały     | Finały     | Finały     |
| Konkurencja      | Zawodniczka   | Przejazd 1   | Przejazd 1   | Przejazd 2   | Przejazd 2   | Przejazd 1 | Przejazd 1 | Przejazd 2 | Przejazd 2 | Przejazd 3 | Przejazd 3 |
| Konkurencja      | Zawodniczka   | Wynik        | Miejsce      | Wynik        | Miejsce      | Wynik      | Miejsce    | Wynik      | Miejsce    | Wynik      | Miejsce    |
| ---------------- | ------------- | ------------ | ------------ | ------------ | ------------ | ---------- | ---------- | ---------- | ---------- | ---------- | ---------- |
| Jazda po muldach | Hedvig Wessel | DNF          | DNF          | 6.21         | 16.          | -          | -          | -          | -          | -          | -          |

### Saneczkarstwo
- Jo Alexander Koppang
- Thor Haug Norbech
- Tonnes Stang Rolfsen

| Konkurencja      | Zawodnik             | 1. przejazd | 1. przejazd | 2. przejazd | 2. przejazd | 3. przejazd | 3. przejazd | 4. przejazd | 4. przejazd | Suma     | Suma    |
| Konkurencja      | Zawodnik             | Czas        | Miejsce     | Czas        | Miejsce     | Czas        | Miejsce     | Czas        | Miejsce     | Czas     | Miejsce |
| ---------------- | -------------------- | ----------- | ----------- | ----------- | ----------- | ----------- | ----------- | ----------- | ----------- | -------- | ------- |
| Jedynki mężczyzn | Jo Alexander Koppang | 53.028      | 19.         | 52.894      | 18.         | 57.080      | 39.         | 52.790      | 27.         | 3:35.792 | 34.     |
| Jedynki mężczyzn | Thor Haug Norbech    | 53.014      | 18.         | 52.859      | 15.         | 52.345      | 15.         | 52.347      | 16.         | 3:30.565 | 17.     |
| Jedynki mężczyzn | Tonnes Stang Rolfsen | 53.043      | 20.         | 52.938      | 22.         | 52.463      | 19.         | 52.466      | 18.         | 3:30.910 | 18.     |

### Skoki narciarskie

#### Mężczyźni
- Anders Bardal
- Anders Fannemel
- Anders Jacobsen
- Daniel-André Tande
- Rune Velta

| Konkurencja       | Zawodnik        | Kwalifikacje | Kwalifikacje | Kwalifikacje | Runda 1.  | Runda 1. | Runda 1. | Runda 2.  | Runda 2. | Runda 2. | Suma   | Suma    |
| Konkurencja       | Zawodnik        | Odległość    | Punkty       | Miejsce      | Odległość | Punkty   | Miejsce  | Odległość | Punkty   | Miejsce  | Punkty | Miejsce |
| ----------------- | --------------- | ------------ | ------------ | ------------ | --------- | -------- | -------- | --------- | -------- | -------- | ------ | ------- |
| Skocznia normalna | Anders Bardal   | 98,5         | -            | PQ           | 101,5     | 135,8    | 2. Q     | 98,5      | 128,3    | 3.       | 264,1  | 3.      |
| Skocznia normalna | Anders Fannemel | 100,0        | 124,6        | 4. Q         | 98,0      | 123,7    | 20. Q    | 98,5      | 125,4    | 15.      | 249,1  | 15.     |
| Skocznia normalna | Anders Jacobsen | 95,0         | 115,9        | 12. Q        | 97,5      | 119,3    | 28. Q    | 93,5      | 115,0    | 27.      | 234,3  | 27.     |
| Skocznia normalna | Rune Velta      | 95,5         | 115,1        | 15. Q        | 97,5      | 122,8    | 23. Q    | 96,5      | 118,6    | 22.      | 241,4  | 22.     |
| Skocznia duża     | Anders Bardal   | 130,5        | -            | PQ           | 127,5     | 120,7    | 18. Q    | 127,5     | 125,8    | 16.      | 246,5  | 16.     |
| Skocznia duża     | Anders Fannemel | 121,5        | 107,9        | 15. Q        | 132,0     | 129,5    | 7. Q     | 132,0     | 134,8    | 5.       | 264,3  | 5.      |
| Skocznia duża     | Anders Jacobsen | 119,5        | 103,0        | 25. Q        | 122,5     | 107,6    | 38.      | -         | -        | -        | -      | -       |
| Skocznia duża     | Rune Velta      | 123,0        | 106,4        | 17. Q        | 126,5     | 121,9    | 17. Q    | 123,5     | 116,8    | 24.      | 238,7  | 24.     |
| Drużynowo         | Anders Bardal   | —            | —            | —            | 137,5     | 137,7    | 6        | 133,0     | 134,8    | 6        | 990,7  | 6       |
| Drużynowo         | Anders Fannemel | —            | —            | —            | 129,5     | 123,4    | 6        | 133,0     | 125,4    | 6        | 990,7  | 6       |
| Drużynowo         | Anders Jacobsen | —            | —            | —            | 119,0     | 111,5    | 6        | 130,5     | 125,8    | 6        | 990,7  | 6       |
| Drużynowo         | Rune Velta      | —            | —            | —            | 125,0     | 113,4    | 6        | 125,5     | 118,7    | 6        | 990,7  | 6       |

#### Kobiety
- Gyda Enger
- Line Jahr
- Maren Lundby
- Helena Olsson Smeby

| Konkurencja       | Zawodniczka         | Runda 1.  | Runda 1. | Runda 1. | Runda 2.  | Runda 2. | Runda 2. | Suma   | Suma    |
| Konkurencja       | Zawodniczka         | Odległość | Punkty   | Miejsce  | Odległość | Punkty   | Miejsce  | Punkty | Miejsce |
| ----------------- | ------------------- | --------- | -------- | -------- | --------- | -------- | -------- | ------ | ------- |
| Skocznia normalna | Gyda Enger          | 93.0      | 105.8    | 23. Q    | 91.5      | 103,9    | 24.      | 209.7  | 24.     |
| Skocznia normalna | Line Jahr           | 97.5      | 117.7    | 9. Q     | 98.5      | 116,9    | 9.       | 234.6  | 9.      |
| Skocznia normalna | Maren Lundby        | 97.0      | 115.5    | 13. Q    | 100.0     | 120,0    | 8.       | 235.5  | 8.      |
| Skocznia normalna | Helena Olsson Smeby | 98.5      | 115.0    | 15. Q    | 98.0      | 113,3    | 14.      | 228.3  | 14.     |

### Snowboarding

#### Mężczyźni
- Gjermund Bråten
- Ståle Sandbech
- Emil André Ulsletten
- Torgeir Bergrem
- Stian Sivertzen

| Konkurencja | Zawodnik             | Kwalifikacje | Kwalifikacje | Półfinały | Półfinały | Finał | Miejsce końcowe |
| Konkurencja | Zawodnik             | Wynik        | Pozycja      | Wynik     | Pozycja   | Finał | Miejsce końcowe |
| ----------- | -------------------- | ------------ | ------------ | --------- | --------- | ----- | --------------- |
| Slopestyle  | Torgeir Bergrem      | 25,00        | 15.          | 37,50     | 16.       | NQ    | 16.             |
| Slopestyle  | Gjermund Bråten      | 91,25        | 4. Q         | BYE       | BYE       | 24,75 | 12.             |
| Slopestyle  | Ståle Sandbech       | 94,50        | 1. Q         | BYE       | BYE       | 91,75 | 2.              |
| Slopestyle  | Emil André Ulsletten | 79,75        | 8.           | 56,75     | 13.       | NQ    | 13.             |

| Konkurencja     | Zawodnik        | Kwalifikacje | Kwalifikacje | Finały  |
| Konkurencja     | Zawodnik        | Czas         | Pozycja      | Pozycja |
| --------------- | --------------- | ------------ | ------------ | ------- |
| Snowboard cross | Stian Sivertzen | -            | 4. Q         | 5.      |

#### Kobiety
- Kjersti Buaas
- Hilde-Katrine Engeli
- Silje Norendal
- Helene Olafsen

| Konkurencja | Zawodniczka    | Kwalifikacje | Kwalifikacje | Półfinały    | Półfinały | Finał              | Miejsce końcowe |
| Konkurencja | Zawodniczka    | Wynik        | Pozycja      | Wynik        | Pozycja   | Finał              | Miejsce końcowe |
| ----------- | -------------- | ------------ | ------------ | ------------ | --------- | ------------------ | --------------- |
| Slopestyle  | Kjersti Buaas  | 12.50, 17.75 | 12. QS       | DNS          | 13.       | -                  | 13.             |
| Slopestyle  | Silje Norendal | 31.00, 39.00 | 8. QS        | 16.75, 78.75 | 4. Q      | 49.50, 32.00 – 11. | 11.             |

| Konkurencja              | Zawodniczka          | Kwalifikacje | Kwalifikacje | Finały  |
| Konkurencja              | Zawodniczka          | Czas         | Pozycja      | Pozycja |
| ------------------------ | -------------------- | ------------ | ------------ | ------- |
| Snowboard cross          | Helene Olafsen       | DNF          | 23. Q        | -       |
| Slalom równoległy        | Hilde-Katrine Engeli | 1:06.29      | 28.          | -       |
| Slalom gigant równoległy | Hilde-Katrine Engeli | 1:52.29      | 19.          | -       |